# Metaemoció
Una metaemoció és un sentiment suscitat com a conseqüència d'una emoció o d'un altre sentiment. Està associada al processament racional dels propis afectes, que mereixen un judici de valor que pot provocar una nova resposta emocional, per exemple sentir remordiments després d'haver experimentat una ràbia excessiva davant una situació.
Les metaemocions van ser descrites per Gottman el 1996 com un mecanisme que provoca una reacció de reafirmament o correcció de la conducta emocional i que es relaciona amb la consciència. Aquest mecanisme forma part de l'educació, ja que la persona aprèn que certes emocions són acceptades o condemnades pel seu grup de referència. Inclou activar la memòria humana, que recrea l'esdeveniment que ha provocat l'emoció que és jutjada.
La metaemoció és un concepte clau en la regulació emocional, que format part de les habilitats socials bàsiques i que es transmet amb la socialització primària.